# Родшер
Ро́дшер (швед. Rödskär — «Красная шхера», фин. Ruuskeri, эст. Ruuskari) — небольшой скалистый остров в Финском заливе, который находится в 18 км к западу от острова Гогланд у российско-эстонской границы. Является самой западной точкой России, если не считать Калининградскую область. Административно входит в состав Кингисеппского района Ленинградской области. На острове расположены: маяк, два жилых дома, здания технических служб. Жителей на острове нет — маяк работает в автоматическом режиме. Башня маяка — каменная в 19 м высотою, в основании её — восьмерик, верхняя часть, где расположен фонарь — цилиндр. Фокальная плоскость маяка находится на высоте 20 м. Даёт 2 белых вспышки, разделяемые 3 сек., каждые 15 сек Остров Родшер является самой западной точкой ледокольных проводок из российских портов Финского залива: далее суда идут самостоятельно.

## История
Остров перешёл к России от Швеции в 1743 г. по Абоскому миру. Маяк на нём был построен в 1806 г. и перестроен в 1886 г В марте 1918 г. рядом с Родшером пролегал маршрут, по которому русский флот покидал базы в Финляндии и уходил в Кронштадт. Проводку осуществляли ледоколы.
Финляндии остров отдали в 1920 г. по Тартускому мирному договору, после чего он был ею «нейтрализован в военном отношении». В результате Финской войны Родшер отошёл к СССР (РСФСР).
В Великую Отечественную войну 24 июня 1941 г. финскими подводными лодками были выставлены минные заграждения восточнее Родшера, а 4 июля то же самое сделал РККФ между островами Родшер и Вайндло. Через район Родшера проходили конвои во время эвакуации Таллина в конце августа 1941 г. и Ханко в ноябре того же года. Во время Таллинского перехода у острова от прямого попадания бомбы погиб транспорт «Аусма» с личным составом гарнизона Палдиски. По завершении эвакуации Ханко, 2 декабря был эвакуирован и остров Родшер. В сентябре 1944 г. Финляндия прекратила боевые действия против Советского Союза и передала Родшер в числе других островов Советской армии. Принадлежность острова СССР была подтверждена Парижским договором 1947 г.
28 октября 2008 года в результате навигационной ошибки судоводителя теплоход «Лотос» (тип «СТ-1300») сел на каменистую отмель к югу от о. Родшер (Балтийское море, Финский залив). В результате происшествия судно получило множественные пробоины, судно с тех пор находится на отмели. Экипаж в количестве 12 человек был эвакуирован спасательным вертолётом.

## Топографические карты
- Лист карты O-35-III. Масштаб: 1 : 200 000. Издание 1978 г.